# マグヌス1世 (メクレンブルク公)
マグヌス1世（Magnus I., 1345年 - 1384年9月1日）は、メクレンブルク公（在位：1379年 - 1384年）。

## 生涯
マグヌス1世はメクレンブルク公アルブレヒト2世とスウェーデン王マグヌス4世の妹エウフェミア・アヴ・スヴェーリエの三男として生まれた。1379年に父アルブレヒト2世が死去し、兄ハインリヒ3世らとともに跡を継いだ。1362年以降に、ポメラニア公バルニム4世の娘エリーザベト・フォン・ポンメルン＝ヴォルガストと結婚した。
マグヌス1世とエリーザベトの間には2子が生まれた。
- ヨハン4世（1370年以前 - 1422年） - メクレンブルク公
- オイフェミア（1417年10月16日没） - 1397年10月18日にヴェルレ＝ギュストロー領主バルタザールと結婚

1383年に兄ハインリヒ3世が死去したのち、マグヌス1世はハインリヒ3世の息子アルブレヒト4世とメクレンブルクを共同統治した。